# Пшиворы-Опольске
Пшиворы-Опольске (пол. Przywory Opolskie) — пассажирская и грузовая железнодорожная станция в селе Пшиворы (польск. Przywory) в гмине Тарнув-Опольский, в Опольском воеводстве Польши. Имеет 2 платформы и 2 пути.
Станция на железнодорожной линии Кендзежин-Козле — Ополе была построена в 1885 году, когда село Пшиворы (нем. Przywor) было в составе Германской империи.